# 山口衛里
山口 衛里（やまぐち えり、現姓・岡井（おかい）。1973年1月14日 - ）は、兵庫県加東市（滝野地区）出身の女子陸上競技長距離走・マラソン元選手、陸上競技指導者。選手として1990年代中盤から2000年代前半にかけて活躍、2000年シドニーオリンピック女子マラソン日本代表・7位入賞。
現役引退後は、2011年3月末日まで岡山県岡山市の天満屋女子陸上競技部でコーチ業を務めていた。2015年度より岡山市内の環太平洋大学（IPU）・陸上競技部コーチ、同女子駅伝部監督に就任。2020年4月1日より天満屋女子陸上競技部ヘッドコーチに就任。ほか岡山県の桃太郎夢クラブ理事・コーチングスタッフ、スポーツ解説者などでも活動中。

## 経歴

### 現役選手時代
陸上競技の名門、特に男子駅伝では強豪で名高い兵庫県立西脇工業高等学校に在籍中は、1989年の高校2年時に始まった第1回全国高校女子駅伝大会と翌1990年の同第2回大会に出場し、それぞれエース区間の1区6kmと準エース区間のアンカー5区5kmを走った。
西脇工業を卒業後、1991年ダイエー入社。しかしダイエー陸上部が日産自動車陸上部を吸収して福岡県に移転するのに伴って退部し、1993年に岡山市の天満屋へ移籍し天満屋女子陸上競技部に所属となる。同部は1992年に創部したばかりであった。天満屋の後輩では、2004年アテネオリンピック女子マラソン7位入賞の坂本直子、2008年北京オリンピック女子マラソン13位の中村友梨香、2012年ロンドンオリンピック女子マラソン79位の重友梨佐らが所属していた。
天満屋女子陸上部を率いる武冨豊の指導の下、フルマラソンで力を付け始める。初マラソンは1995年8月の北海道マラソン。優勝して1996年アトランタオリンピック代表となった有森裕子に次ぎ、2位と幸先の良いスタートを切り、将来性を期待されるようになった。2度目のマラソンとなる翌1996年1月の大阪国際女子マラソンでは、12位ながらも自己記録を更新した。
しかしその後は故障の影響などでスランプに陥り、好結果を出せないレースが続いた。一時は競技生活を辞める事も考える程だったが、1998年5月のトリノマラソンで4位に入ったのをきっかけに復活、そして同年8月の北海道マラソンでは、当時の大会新記録及び自身初めて2時間30分未満の好タイムでマラソン初優勝を果たした。しかし、期待された1999年1月の大阪国際女子マラソンではレース中盤で脱落、11位と失敗に終わる。
翌2000年シドニーオリンピックの代表選考会だった1999年11月の東京国際女子マラソンでは、選手生命を賭けて出走する。スタート直後からひとりハイペースで飛ばした千葉真子に、山口も果敢についていった。レース前半は二人のデッドヒートが続き、その後15km過ぎで千葉の方がズルズル遅れ、山口の独走へ。中間点を過ぎても山口は5km毎16分台のペースで快走。終盤の延々続く登り坂では17分台のラップに落ちたものの、パワフルで快調な走りは最後まで衰えず、当時日本女子歴代2位となる2時間22分12秒の驚異的な記録を達成、東京国際女子マラソンとしても当時の大会新記録を出して優勝を果たした。この成績が評価されて初の五輪女子マラソン日本代表に選ばれた（他女子マラソン代表選手は市橋有里・高橋尚子、補欠は小幡佳代子）。
その2000年9月のシドニーオリンピック女子マラソン本番では、スタート直後から2位集団の先頭を走る積極的な走りを見せたが、5km過ぎの給水ポイントで他選手と接触し、転倒するというアクシデントを起こす。その影響か、18km付近でスパートした高橋尚子についていけずに遅れ始め、一時は20位前後まで下がってしまった（山口本人はレース後「転んだせいでは無い」と否定）。しかし後半の30km地点を過ぎた後、前から落ちてきた選手を一人一人拾い順位を上げる。そして競技場に入ってからも一人抜いて、結果7位に食い込んでゴール。同じ日本女子代表の高橋が優勝し、日本女子陸上界初の五輪金メダルを獲得したため、山口の7位入賞は影に隠れる形となったが、序盤の転倒の不運を乗り越えてのこの成績は大健闘だったと言える（市橋有里は15位。また、1992年から3年間全国高校女子駅伝の1区を走った仙台育英のエスタ・ワンジロは4位であった。）。
シドニーオリンピック後はことごとく足の怪我に悩まされ、練習不足を承知で2002年8月の北海道マラソンへ約2年ぶりのフルマラソン出走を決意したものの、優勝争いに加われず7位に留まり復活はならなかった。その後も故障が再発した為、2004年のアテネオリンピック出場への挑戦を断念。翌2005年2月、体力の限界を理由に現役引退を表明する。現役最後のレースとして泉州国際市民マラソンに出走したが、途中棄権に終わった。

### 現役引退後・陸上指導者時代
引退後は、2005年4月に岡山県立大学短期大学部健康体育専攻に入学、2007年3月に卒業。その傍らで、天満屋女子陸上部で2年間アドバイザーを務め、2007年4月1日付で、天満屋陸上部のコーチに就任となった。
2007年1月14日の第25回全国都道府県対抗女子駅伝競走大会では、第7中継所で8区を走る岡山県チームの中学生選手をサポート。その様子がNHKのレポーターから紹介され、アナウンサーや解説の金哲彦に感嘆を交えながら語られた（中学生選手は粘りの走りで襷をつなぎ、9区浦田選手も好走し3着と同タイムながら先着し、岡山県チーム初の準優勝を成し遂げた）。また同年2月の第1回東京マラソン2007に出場し、記録は3時間台ながら完走した。
2009年からは、全国都道府県対抗女子駅伝の岡山県チームの監督（五輪代表経験者が同駅伝の都道府県チーム監督となったのは初）を務めた。監督として初出場だった同年1月11日の第27回大会は、第25回大会に続いて岡山県チームを過去最高順位タイの2位に導いたが、惜しくも優勝の京都府チームに届かなかった。翌2010年1月17日の第28回大会では、アンカーに天満屋の愛弟子・中村友梨香らを率いて、京都府チームの6連覇を阻止し、ついに岡山県チームを念願の同大会初優勝（この年から同大会で授与されることとなった皇后杯も初授与）に導いた。
2011年、岡山県在住の男性との結婚を機に、同年3月31日付で天満屋女子陸上部コーチを退任した（翌4月1日から同陸上部アドバイザーに再就任）。2012年1月29日の大阪国際女子マラソンでは、バイク後部座席に乗って中継リポーターを担当、天満屋の後輩である重友梨佐の優勝を見届けている。
2015年4月から、環太平洋大学内で新設された女子駅伝部監督・陸上部コーチを務めている。創部2年目（2016年）にして、第34回全日本大学女子駅伝大会に初出場を果たした（総合22位）。
2022年4月1日から、天満屋女子陸上競技部ヘッドコーチに就任。2024年4月1日から、天満屋女子陸上競技部監督に就任。

## 記録（マラソンのみ）
| レース日       | レース名             | 順位 | 記録          | 備考                                                |
| -------------- | -------------------- | ---- | ------------- | --------------------------------------------------- |
| 1995年8月27日  | 北海道マラソン       | 2位  | 2時間32分47秒 | 初マラソン、アトランタ五輪選考レース                |
| 1996年1月28日  | 大阪国際女子マラソン | 12位 | 2時間31分43秒 | アトランタ五輪選考レース                            |
| 1996年11月17日 | 東京国際女子マラソン | 7位  | 2時間35分23秒 | 世界陸上アテネ大会選考レース                        |
| 1997年8月31日  | 北海道マラソン       | 7位  | 2時間39分46秒 | .                                                   |
| 1998年5月10日  | トリノマラソン       | 4位  | 2時間34分05秒 | 初の海外マラソン挑戦                                |
| 1998年8月30日  | 北海道マラソン       | 優勝 | 2時間27分36秒 | マラソン初優勝、当時大会新記録                      |
| 1999年1月31日  | 大阪国際女子マラソン | 11位 | 2時間32分15秒 | 世界陸上セビリア大会選考レース                      |
| 1999年11月21日 | 東京国際女子マラソン | 優勝 | 2時間22分12秒 | シドニー五輪選考レース、当時大会新記録・日本歴代2位 |
| 2000年4月30日  | シドニーマラソン     | 2位  | 2時間36分48秒 | 五輪コース試走・練習の一環で出場                    |
| 2000年9月24日  | シドニーオリンピック | 7位  | 2時間27分03秒 | 五輪7位入賞                                         |
| 2002年8月25日  | 北海道マラソン       | 7位  | 2時間39分35秒 | .                                                   |
| 2004年2月22日  | 泉州国際市民マラソン | DNF  | 途中棄権      | 現役ラストラン                                      |
| 2007年2月18日  | 東京マラソン         | 36位 | 3時間13分28秒 | ゲストランナーとして出走                            |

## 自己ベスト
- 5000m 15分42秒30（1998年）
- 10000m 32分07秒25（2000年）
- ハーフマラソン 1時間10分4秒（1999年）
- マラソン 2時間22分12秒（1999年）